# Tea Silađi
Tea Silađi (Sinj,  hrvatska glazbenica).

## Životopis
Osnovno glazbeno obrazovanje stječe na odsjeku za klavir Osnovne glazbene škole “Ante Acalija” u Sinju; školovanje nastavlja na odsjeku za klavir Srednje glazbene škole “Josip Haze” u Splitu, a 1984. upisuje studij glazbe na Akademiji umetnosti u Novom Sadu. 
Na odjelu za glazbu Filozofskog fakulteta Sveučilišta Jurja Dobrile u Puli 2007. diplomira glazbenu kulturu s odličnim uspjehom i stječe zvanje profesorice glazbene kulture. 
Dobitnica je rektorove stipendije za uspjeh i priznanja za promidžbu koncertne sezone 2006.
Na više hrvatskih glazbenih škola djeluje kao suradnik-korepetitor (Osnovna glazbena škola “Jakova Gotovca” u Sinju, Umjetnička glazbena škola u Čakovcu); radila kao korepetitor i u baletu Hrvatskog narodnog kazališta u Splitu (1987.). 
Kao korepetitor je radila u novosadskoj Osnovnoj muzičkoj školi "Josip Slavenski" specijalizirana za mlade darovite učenike.
Od 2002. godine Tea Silađi živi i djeluje u Puli gdje ostvaruje intenzivnu suradnju s mnogim istaknutim istarskim skladateljima čija djela izvodi (Dekleva, Okmaca, Shehu, Krajcar, Milotti). Održala je tri solistička koncerta u Puli (2004., 2005. i 2006.) i imala preko dvadeset nastupa u okviru različitih koncertnih događanja. 
Klavirski je suradnik na koncertima solistice Mile Soldatić te u autorskim projektima snimanja CD-a Đeni Dekleve Radaković (klavirska zbirka), Bashkima Shehua i Elde Krajcar-Percan. Vanjski je suradnik Studija za kreativnu glazbu “Čarobna frula” Sveučilišta Jurja Dobrile u Puli i Mješovitog zbora Zajednice Talijana u Rovinju.
Tea Silađi suosnivač je kulturno-umjetničke udruge “Figaro” iz Pule. 
Bila je višegodišnji stalni korepetitor zbora “Encijan” pri Slovenskom kulturnom društvu “Istra” iz Pule, te tijekom 2008. i 2009. godine voditeljica mješovite pjevačke grupe “Despina” pri Makedonskom kulturnom forumu (Македонски културен форум) iz Pule.
Nastupala je u Sloveniji, Italiji i Hrvatskoj.
Od 2009. godine do 2011. godine je radila kao učiteljica klavira u Osnovnoj glazbenoj školi u Poreču.
Tada je sudjelovala u organizaciji međunarodnih natjecanja Antonio Janigro ( za mlade violončeliste ) i Pianoforte ( za mlade klaviriste ).  
Od travnja 2012. godine radi kao učiteljica klavira u Osnovnoj glazbenoj školi Pakrac.
Programska je savjetnica lipičke udruge Tilia koja već godinama organizira koncerte klasične glazbe u Lipiku.
Neki izvaci s youtube-a:
Korepetitor: http://www.youtube.com/watch?v=DjnkiuWZlDw
Korepetitor: http://www.youtube.com/watch?v=whsJmdqWYdg
Korepetitor: http://www.youtube.com/watch?v=rnWByrsX7hU
Korepetitor: http://www.youtube.com/watch?v=y8cRYa5W2Qg
Korepetitor: http://www.youtube.com/watch?v=DwkH1SWLXUI
Aranžer, voditelj i korepetitor: http://www.youtube.com/watch?v=1EzyTGzSwrE
Korepetitor: http://www.youtube.com/watch?v=DjnkiuWZlDw
Korepetitor: http://www.youtube.com/watch?v=whsJmdqWYdg
Korepetitor: http://www.youtube.com/watch?v=rnWByrsX7hU